# Baldomero Aguinaldo
Baldomero Aguinaldo y Baloy (ur. 27 lub 28 lutego 1869, zm. 4, 6 lub 14 lutego 1915) – filipiński polityk i wojskowy. Potomek prominentnej rodziny chińskiego pochodzenia, kuzyn i współpracownik Emilia Aguinaldo. Wolnomularz, później zaś członek Katipunanu. Jeden z przywódców fakcji Magdalo w łonie tej organizacji. Generał, uczestnik rewolucji filipińskiej w Cavite oraz wojny amerykańsko-filipińskiej. Pod koniec życia był działaczem środowisk kombatanckich. Zapisał się w filipińskiej pamięci zbiorowej, w Binakayan funkcjonuje poświęcone mu muzeum.

## Życiorys

### Pochodzenie i kontekst społeczny
W dostępnych źródłach można natknąć się na drobne rozbieżności związane z datą dzienną narodzin Baldomero Aguinaldo. Jedne wspominają bowiem w tym kontekście 27 lutego 1869. Inne mówią o tym, że przyszły polityk i wojskowy urodził się dzień później. Przyszedł na świat w Binakayan w Kawit, w prowincji Cavite, na wciąż pozostających wówczas kolonialną posiadłością Hiszpanii Filipinach. Aguinaldo pochodził z prominentnej rodziny o częściowo chińskich korzeniach. Był czwartym z dziewięciorga dzieci Cipriana Aguinaldo oraz Silvestry Baloy. Dla jego kariery pewne znaczenie ma także to, iż  był kuzynem Emilia Aguinaldo, późniejszego przywódcy rewolucji filipińskiej oraz pierwszego prezydenta Filipin. O ile Baldomero samodzielnie odegrał istotną rolę w filipińskiej historii, o tyle nie powinno się jego ścieżki politycznej rozpatrywać w zupełnym oderwaniu od powiązań klanowych, w tym od relacji z szerzej znanym kuzynem. Wynika to bezpośrednio z typowego dla Filipin a przybierającego niekiedy skrajne formy skupienia się na własnej rodzinie. Postawa ta jest na tyle częsta, że uznaje się ją za jedną z najistotniejszych części filipińskiego charakteru narodowego.

### Wykształcenie oraz aktywność zawodowa
Aguinaldo podstawy edukacji odebrał w rodzinnej miejscowości. Uczęszczał później do prywatnej placówki w Kawit znanej jako Colegio de San Roque. Jej właścicielem był niejaki Jose Basa y Enriquez, znany w regionie ze swych zdolności pedagogicznych. Kształcił się wreszcie Aguinaldo w prestiżowym manilskim Ateneum, następnie zaś podjął studia prawnicze na stołecznym Uniwersytecie Świętego Tomasza, których nie ukończył. Zajął się uprawą roli, dorobił się znacznego majątku. Wiedza z zakresu prawa pozwoliła mu dodatkowo na znalezienie zatrudniennia w administracji. Pracował jako urzędnik odpowiedzialny za tytuły własności ziemskiej, był także sędzią pokoju. Dodatkowo pełnił funkcję sekretarza lokalnego gobernadorcilla, odpowiednika współczesnego burmistrza. Wskazywało to na jego dobre kontakty z aparatem kolonialnym. Za rządów hiszpańskich gobernadorcillo był bowiem najwyższym urzędem, który zajmować mógł na archipelagu Filipińczyk.

### Działalność konspiracyjna
Baldomero Aguinaldo, podobnie jak wielu innych przedstawicieli ówczesnej filipińskiej elity, był wolnomularzem. Wspierał prace organizacyjne loży Pilar, działającej pod auspicjami Wielkiego Wschodu Hiszpanii a powstałej w 1894 w Imus. Następnie włączył się w starania na rzecz utworzenia loży w rodzinnym Kawit. Otworzyło mu to drzwi do nielegalnej w świetle kolonialnego prawa aktywności politycznej. Wprowadzony został przez kuzyna do Katipunanu, tajnej oraz wzorowanej na masonerii organizacji stawiającej sobie za cel wyzwolenie Filipin spod panowania hiszpańskiego. Jego ceremonia inicjacyjna odbyła się w Manili. W szeregach Katipunanu posługiwał się pseudonimem Mabangis, co można przetłumaczyć jako okrutny.
Właśnie w Katipunanie zaangażował się w działalność niepodległościową. Był jednym z założycieli Magdalo, fakcji w łonie Katipunanu skupionej wokół i uznającej faktyczne przywództwo Emilia Aguinaldo. Grupa ta działała w prowincji Cavite. O władzę i wpływy rywalizowała z fakcją Magdiwang, pod przywództwem Mariano oraz Santiago Álvareza. Na swoją siedzibę wybrała Kawit. Jej nazwa zresztą odzwierciedlała regionalne konotacje, nawiązując do biblijnej Marii Magdaleny, patronki tego właśnie miasta. W przypadku obu fakcji widoczne są silne powiązania klanowe, istotne w filipińskim życiu politycznym nawet współcześnie, zatem przeszło 120 lat po wybuchu rewolucji filipińskiej. Mariano Alvarez był bowiem wujem Gregorii de Jesus, żony Andresa Bonifacio, jednego z twórców Katipunanu.

### Rewolucja filipińska i kariera rządowa
Symboliczny początek rewolucji filipińskiej, w krajowej historiografii znany jako unang sigaw (pierwszy okrzyk), z końca sierpnia 1896 dał Baldomero oraz jego towarzyszom sygnał do chwycenia za broń. Powstańcy w Cavite odnieśli większe sukcesy niż ich towarzysze broni w Manili oraz innych częściach kraju. Do końca września 1896 udało się im w zasadzie kompletnie wyeliminować jednostki hiszpańskie stacjonujące w tej właśnie prowincji. Odniesione przez nich sukcesy wynikały zarówno z większego doświadczenia w sytuacjach bojowych, szerszego zaznajomienia z użyciem broni palnej, jak i z nieznacznej jedynie obecności oddziałów kolonialnych w regionie. Nie należy pomijać jednocześnie odmiennego kontekstu społecznego zrywów rewolucyjnych w Manili oraz w Cavite. Pierwszy swe oparcie znalazł w większości w niewykształconej biedocie, był w związku z tym zdecydowanie bardziej radykalny, polegał też w większej mierze na charyzmatycznym przywództwie. Na czoło drugiego natomiast wysunęli się posiadacze ziemscy dysponujący znacznymi zasobami, którzy podobnie do Baldomero kształcili się na nierzadko prestiżowych uczelniach.
Stopniowo obie fakcje obecne w Cavite niezależnie od siebie wytworzyły scentralizowany model zarządzania, odmienny od wzorców wypracowanych jeszcze w warunkach konspiracyjnych przez przywódców Katipunanu w stolicy. Opierał się on na radach funkcjonujących podobnie do regionalnych rządów. Z jednej strony pozwalał na skuteczną walkę z hiszpańskimi kolonizatorami w obrębie prowincji, z drugiej strony rozbijał jedność ruchu rewolucyjnego jako takiego oraz czynił go bardziej podatnym na ataki Hiszpanów. Jako jeden z najistotniejszych przywódców Magdalo Baldomero zainicjował utworzenie takiego właśnie lokalnego rządu, który w imieniu jego fakcji przejął władzę na zdobywanych na kolonizatorach terytoriach. 16 listopada 1896 wydał okólnik powołujący w jego skład między innymi Daniela Trio Tironę jako ministra wojny. Rzeczywiste wpływy powołanego przezeń do życia organizmu ograniczały się do wschodniej części prowincji Cavite. W październiku 1896 formalnie stanął natomiast na czele Magdalo. W grudniu 1896 powierzono mu obowiązki sekretarza zgromadzenia zwołanego pod przewodnictwem Andresa Bonifacio na hacjendzie w Imus. Jego głównym celem miało być połączenie rządów czy też rad Magdalo oraz Magdiwang w jedno ciało wykonawcze.
Aguinaldo był jednym z uczestników tak zwanej konwencji z Tejeros (22 marca 1897). Uznaje się ją za pierwsze, choć niemające charakteru powszechnego, wybory prezydenckie w historii Filipin. Baldomero poparł w nich nieobecnego na samych obradach Emilia Aguinaldo jako przyszłego szefa rządu rewolucyjnego oraz przywódcę rewolucji filipińskiej. Cieszył się zresztą stale dużym zaufaniem kuzyna. Ich więź była na tyle silna, że Emilio początkowo uważał, iż Baldomero lepiej sprawdzi się jako głowa państwa, oraz rozważał poparcie właśnie jego kandydatury. Współpraca krewniaków obejmowała także kwestie wyjątkowo delikatnej natury. Baldomero bowiem, jako wyższy urzędnik odpowiedzialny za nadzór rewolucyjnego wymiaru sprawiedliwości, zatwierdził wyrok skazujący na Andrésa Bonifacio oraz jego brata Procopia na śmierć. Proces zakończony tą właśnie decyzją był kulminacją narastającego od miesięcy konfliktu o przywództwo w łonie filipińskich sił powstańczych, z którego zwycięsko wyszedł właśnie konsekwentnie popierany przez Baldomero Emilio.
Uczestniczył w formowaniu się niezależnego filipińskiego porządku prawnego jako jeden ze współautorów i sygnatariuszy konstytucji z Biyak-na-Bato, z 1 listopada 1897. Brał udział we wczesnych pracach ogólnokrajowego rządu. 2 listopada 1897 został mianowany pierwszym ministrem finansów. Jego podpis widniał również pod paktem z 14 grudnia 1897, zawartym między Hiszpanami a rewolucjonistami. Wkrótce później, bo 27 grudnia 1897, udał się na dobrowolne wygnanie do Hongkongu. Po powrocie do kraju ponownie wszedł w skład rządu. 15 lipca 1898 został powołany na stanowisko ministra wojny oraz robót publicznych. Piastował je do 1899, zapewniając prezydentowi Aguinaldo polityczną kontrolę nad armią.
Jego wkład w walkę o niepodległość Filipin nie ograniczał się przy tym do sfery politycznej. Był bowiem wojskowym, generałem armii rewolucyjnej. Jego szybki awans nie wynikał jedynie z bliskiego pokrewieństwa z jednym z najważniejszych przywódców rewolucji. Wpisywał się także w trend wręczania awansów wyjątkowo młodym wojskowym, którzy następnie pełnili wysokie stanowiska dowódcze tak podczas samej rewolucji filipińskiej, jak i późniejszego konfliktu ze Stanami Zjednoczonymi. Baldomero nie był przy tym najmłodszym dowódcą filipińskim wymienianym w źródłach. Za takowego uznaje się Manuela Tinio, zaledwie dziewiętnastoletniego w chwili awansu. Odznaczył się między innymi w bitwach pod Binayakan i Dalahican, pod Zapote, pod Salitran oraz w bitwie pod Alapan. Ta ostatnia poprzedzała bezpośrednio deklarację niepodległości Filipin z 12 czerwca 1898. Brał udział również w wojnie amerykańsko-filipińskiej. 20 maja 1899 mianowano go naczelnym dowódcą oddziałów filipińskich obecnych na południu Luzonu. Odpowiadał również za funkcjonowanie administracji cywilnej na tym obszarze. Poddał się Amerykanom 29 kwietnia 1901. Do momentu zawarcia pokoju zdążył się dosłużyć stopnia generała porucznika Sił Zbrojnych Pierwszej Republiki Filipińskiej.

### Życie po wojnie, śmierć i pochówek
Po zakończeniu działań wojennych Baldomero początkowo wycofał się z życia publicznego, uprawiał palmę kokosową w swym gospodarstwie w Silag w prowincji Cavite. Później włączył się w działalność środowisk kombatanckich. Założył oraz został pierwszym przewodniczącym Stowarzyszenia Weteranów Rewolucji. Stał na jego czele od 13 października 1912 aż do swej śmierci.
Zmarł przedwcześnie. Zmagał się z reumatyzmem oraz niewydolnością mięśnia sercowego. Podobnie jak w przypadku daty narodzin Aguinaldo, również dokładna data jego zgonu jest niejasna. Wedle niektórych źródeł śmierć polityka nastąpiła 4 lutego 1915. Inne mówią o 6 lutego 1915. Jeszcze inne podają w tym kontekście datę 14 lutego 1915. Zmarł w Manili. W uroczystościach żałobnych wzięło udział wielu istotnych przedstawicieli filipińskiej elity, w tym Gregorio Aglipay, Felipe Agoncillo i Mariano Ponce. Pochowany został 21 lutego 1915. Pogrzeb zgromadził wielkie tłumy. Ciało złożono pierwotnie na North Cemetery w stolicy. Później szczątki Aguinaldo ekshumowano i przeniesiono do Kawit.

## Aktywność religijna
Niejako przy okazji swej działalności politycznej Baldomero Aguinaldo pozostawił też pewien ślad w historii filipińskiego chrześcijaństwa. Wcześnie przystąpił bowiem do Niezależnego Kościoła Filipińskiego (Iglesia Filipina Independiente, IFI). Ta powstała 3 sierpnia 1902 wspólnota uznawana jest przez historyków za jeden z owoców rewolucji filipińskiej. Szybko zdobyła ogromne wpływy i popularność wśród ludności archipelagu, także jako wyraz narodowej dumy. W 1905 mianowicie, trzy lata po swym utworzeniu, liczyła ona około miliona pięciuset tysięcy wiernych, około 25 procent ówczesnej chrześcijańskiej populacji Filipin. Równie szybko padła jednak ofiarą podziałów, rozpadając się na kilkanaście mniejszych grup. Dały one początek tradycji nazywanej od nazwiska pierwszego biskupa naczelnego Niezależnego Kościoła Filipińskiego aglipayanizmem.
Baldomero był zarówno świadkiem, jak i aktywnym uczestnikiem tego kluczowego dla filipińskiego chrześcijaństwa procesu. Przewodniczył tak zwanemu Komitetowi Mężczyzn (Comité de Caballeros) Niezależnego Kościoła Filipińskiego. Wkrótce jednak postanowił odłączyć się od macierzystej denominacji w łonie aglipayanizmu. W 1904 założył bowiem Iglesia de la Libertad. Kościół ten wedle części źródeł znany był pierwotnie jako Iglesia Filipina Independiente de Binakayan i po jakimś czasie powrócił na łono grupy, od której się oddzielił. W 1938, zatem przeszło dwie dekady po śmierci Baldomero, wspólnota po raz kolejny usamodzielniła się i utworzyła odrębne struktury kościelne. Pod koniec lat 50. XX wieku na jej czele stał biskup Jose Gamad.

## Życie prywatne
Poślubił pochodzącą z Imus Petronę Reyes. Doczekał się z nią córki Leonor oraz syna Aureliano. Jego wnuk Cesar Virata pełnił funkcję premiera Filipin między 1981 a 1986, zatem w schyłkowym okresie dyktatury prezydenta Ferdinanda Marcosa.

## Miejsce w kulturze
Aguinaldo zapisał się na trwale w filipińskiej pamięci zbiorowej. W rodzinnej miejscowości generała znajduje się poświęcone mu Museo ni Baldomero Aguinaldo. Mieści się ono w domu wybudowanym przez Baldomero w 1906. Budowla ta w 1982 została przekazana rządowi przez wnuki Aguinaldo, stając się tym samym własnością filipińskiego skarbu państwa. Placówka zachowuje pierwotny wystrój budynku. Państwowa National Historical Commission uznaje kompleks za narodowe miejsce pamięci.
Można też odnaleźć odniesienia do polityka w filipińskiej kinematografii. W filmie El Presidente z 2012 w rolę Baldomero Aguinaldo wcielił się Bayani Agbayani.